# منة الله كريم
منة الله كريم (مواليد12 نوفمبر 1995) هي لاعبة سباق قوارب مصرية، وهي أول امرأة تمثل مصر في منافسات سباقات القوارب في الأولمبياد بمشاركتها في دورة ريو 2016. حلّت في المركز السابع في منافسات الدور التمهيدي لحدث 200 متر فردي سيدات.

## روابط خارجية
- منة الله كريم على موقع اللجنة الأولمبية الدولية (الإنجليزية)
- منة الله كريم على موقع أوليمبيديا (الإنجليزية)